# Ip Man : La légende est née
Pour les articles homonymes, voir Ip Man (homonymie).
Série
Ip Man - Kung Fu Master : Les Origines (en)
(2019)
Pour plus de détails, voir Fiche technique et Distribution.
Ip Man : La légende est née (anglais : The Legend is Born: Ip Man ; chinois traditionnel : 葉問前傳 ; chinois simplifié : 叶问前传 ; cantonais : Yip Man chinchyun) est un film hongkongais sorti en 2010, inspiré de la vie de Yip Man, maître de wing chun (un art martial chinois).
Le film suit le jeune Ip Man qui approfondit ses connaissances sur les arts martiaux sous les ordres d'un disciple et décide de se rendre à Hong Kong. Il revient à Foshan, dans sa ville natale où il tombe amoureux de Wing Sing, malheureusement de rang différent de lui. Entre amour interdit, apprentissage de son art et révélation sur son passé, Ip Man entame la plus ardue de ses aventures.

## Synopsis
En 1915, Ip Man se rend à Hong Kong pour approfondir son wing chun, et intègre parallèlement le St Stephen's College (en), ce qui lui permet de maîtriser la langue anglaise. Lors d'une rencontre de hockey sur gazon, Ip Man et ses camarades se font insulter par l'entraîneur de l'équipe adverse, ce qui pousse Ip Man à demander des excuses puis à défier l'homme en combat singulier.
Sa maîtrise du wing chun lui permet de gagner aisément face à son adversaire, et ainsi d'acquérir une notoriété au sein de la communauté hongkongaise. Pour témoigner de son respect et de son amitié envers l'entraîneur occidental, qu'il a néanmoins battu, il se rend dans une pharmacie tenue par un vieil homme, qui va le défier.
Il découvre que cet homme n'est autre que Leung Bik, son idole, et un expert en arts martiaux qui remet en question ce qui est couramment appelé « le wing chun authentique ».
Quatre ans plus tard, Ip Man revient dans sa ville natale, à Foshan, et renoue avec ses pairs.
Ng Chung So constate que son wing chun diffère du modèle orthodoxe de Chan Wah Shun, et tente de le raisonner pour qu'il abandonne ses nouvelles techniques.
Peu après son retour, il s'éprend de la fille de l'adjoint au maire de Foshan, lorsque Li Mei Wai s'en rend compte, elle accepte finalement l'amour que lui porte le frère adoptif d'Ip Man, Yip Tin Chi.
Pendant leur nuit de noces, Li Man Ho est assassiné. Ip Man est très vite suspecté après avoir été vu par un témoin, en train de se battre contre lui. Assurés de son innocence, Cheung Wing Shing et son père vont mentir pour qu'il soit libéré.
Li Mei Wai, la femme de Yip Tin Chi, découvre une lettre adressée en son nom, qui révèle son implication dans l'assassinat de son parrain. Apprenant ceci, elle tente de mettre fin à ses jours, avant que son époux n'intervienne à temps. Ce dernier, comprenant la découverte de sa femme, lui en explique la raison. Tous deux tentent de partir de Foshan mais sont arrêtés par les japonais.
Li Mei Wai est capturée et Yip Tin Chi forcé de tuer Ng Chung So, maître de l'école, à qui la lettre démontrant l'implication de Tin Chi a été transmise.
Yip Tin Chi et les japonais combattent Ng Chung So, jusqu'à ce qu'Ip Man arrive pour le sauver, il affronte les japonais et finit par battre Yip Tin Chi. Son frère adoptif révèle qu'il est japonais, envoyé en Chine pour travailler en tant qu'agent de pénétration.

## Fiche technique
- Titre en France : Ip Man : La légende est née
- Titre original : Yip Man chin chyun
- Titre anglais ou international : The Legend is Born: Ip Man
- Réalisation : Herman Yau
- Scénario : Erica Lee
- Photographie : Kwong-hung Chan
- Musique : Chun Hung Mak
- Production : Kwok Lam Sin
  - Producteurs délégués : Kuo-hsing Li, Kwok Lam Sin
- Société de production : Mei Ah Entertainment
- Pays de production : Chine
- Langue originale : cantonais
- Format : couleurs - 2,35:1 - son Dolby Digital, Digital intermediate (en) - 35 mm
- Genre : Action, Biopic
- Durée : 100 minutes (1 h 40)
- Dates de sortie :
  - Hong Kong : 24 juin 2010
  - France : 29 juin 2012

## Distribution
- Dennis To (en) (VF : Michaël Cermeno) : Ip Man
- Huang Yi (en) (VF : Sophie Ostria) : future femme d'Ip Man (Cheung Wing Shing)
- Sammo Hung kam-bo (VF : Olivier Peissel) : premier professeur d'Ip Man (Chan Wah Shun)
- Yuen Biao (VF : Éric Bonicatto) : second maître d'Ip Man (Ng Chung So)
- Fan Siu-wong (VF : Thomas Aussenac) : frère adoptif d'Ip Man (Yip Tin Chi)
- Rose Chan (VF : Magali Mestre) : secrètement amoureuse d'Ip Man (Li Mei Wai)
- Ip Chun (VF : Jean-Paul Szybura) : vendeur expert en wing chun (Leung Bik)
- Bernice Liu : japonaise (Kitano Yumi)
- Chen Zhihui (VF : Jean-Didier Aïssy) : le père de Ip Man
- Lam Suet : adjoint au maire de Foshan (Cheung Ho Tin)
- Heman Leung : président de l'association (Li Man Ho)
- Wen Jun Hui : Ip Man jeune.

## Suite
Le réalisateur Herman Yau fera un 2ème film (Ip Man : Le Combat final) avec Anthony Wong Chau-sang dans le rôle titre. Mais il n'a aucun lien avec celui-ci.
Dennis To reprendra le rôle d'Ip Man dans une comédie du nom de Kung Fu League (en) (qui n'a pas eu de sortie française). Mais il n'a aucun lien avec la véritable histoire d'Ip Man
Il faudra attendre 2019 pour que Dennis To reprenne officiellement ce rôle, dans le film Ip Man - Kung Fu Master : Les Origines (en). L'histoire se passe plus de 30 ans après le premier opus.